# Acanthormius iriomotensis
Acanthormius iriomotensis är en stekelart som beskrevs av Watanabe 1968. Acanthormius iriomotensis ingår i släktet Acanthormius och familjen bracksteklar. Inga underarter finns listade i Catalogue of Life.